# 豐載
豐載（1422年—？），字持厚，江西吉安府安福縣人，民籍，明朝政治人物。進士出身。

## 生平
江西鄉試第六十四名。景泰五年（1454年）參加甲戌科會試第一百一十七名，殿試登進士第二甲第一百一十六名。

## 家族
曾祖豐壽。祖父豐子弘。父亲豐黎敏。